# إدموند بيكر
إدموند بيكر (بالألمانية: Edmund Becker) (و. 1956  م) هو لاعب كرة قدم، ومدرب كرة القدم، من ألمانيا، يلعب كلاعب وسط.

## وصلات خارجية
- إدموند بيكر على موقع قاعدة بيانات كرة القدم.إي يو (الإنجليزية)
- إدموند بيكر على موقع Soccerway.com (الإنجليزية)
- إدموند بيكر على موقع عالم كرة القدم.نت (الإنجليزية)